# فياتشيسلاف بوبوف
فياتشيسلاف بوبوف (بالروسية: Попов, Вячеслав Николаевич)‏ (17 فبراير 1962 في روسيا - ) هو لاعب كرة قدم روسي (وحمل سابقاً جنسية الاتحاد السوفيتي) في مركز الدفاع. لعب مع نادي أورال يكاترينبورغ ونادي كريليا سوفيتوف سامارا ونافباخور نامانجان وFC Neftyanik Buguruslan ‏ وFC SKD Samara ‏ وFC Alga Bishkek ‏ ونادي سيكدي ‏.

## وصلات خارجية
- فياتشيسلاف بوبوف على موقع قاعدة بيانات كرة القدم.إي يو (الإنجليزية)